# Ligne Enshū Railway
La ligne Enshū Railway (遠州鉄道鉄道線, Enshū Tetsudō-sen) est une ligne ferroviaire de la compagnie Enshū Railway (Entetsu) située à Hamamatsu au Japon. Elle relie la gare de Shin-Hamamatsu à celle de Nishi-Kajima. Elle est également appelée ligne Nishi Kajima (西鹿島線) ou Akaden (あかでん, train rouge).

## Histoire
La ligne est ouverte en 1909 à l'écartement 762 mm. Elle est convertie à l'écartement 1 067 mm et électrifiée en 1923.

## Caractéristiques

### Ligne
- écartement des voies : 1 067 mm
- nombre de voies : 1
- électrification : 750 V cc par caténaire

### Services
La ligne est desservie par des trains omnibus.

### Liste des gares

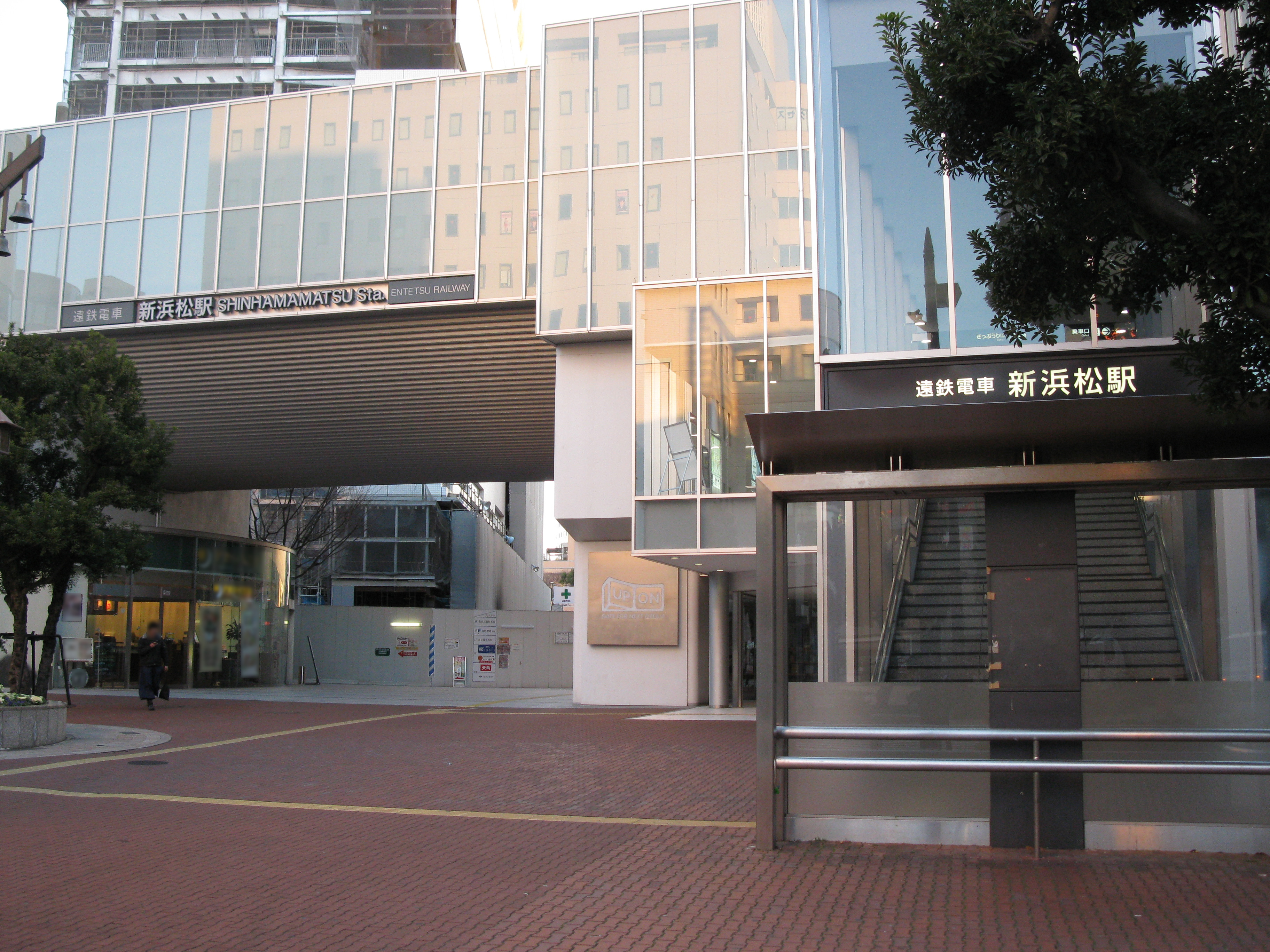
Gare de Shin-Hamamatsu.

| Numéro | Gare              | Nom japonais | Distance (km) | Correspondances                                        | Arrondissement |
| ------ | ----------------- | ------------ | ------------- | ------------------------------------------------------ | -------------- |
| 01     | Shin-Hamamatsu    | 新浜松       | 0             | JR Central : Shinkansen Tōkaidō, Tōkaidō (à Hamamatsu) | Chūō-ku        |
| 02     | Daiichidōri       | 第一通り     | 0,5           |                                                        | Chūō-ku        |
| 03     | Enshūbyōin        | 遠州病院     | 0,8           |                                                        | Chūō-ku        |
| 04     | Hachiman (ja)     | 八幡         | 1,6           |                                                        | Chūō-ku        |
| 05     | Sukenobu          | 助信         | 2,4           |                                                        | Chūō-ku        |
| 06     | Hikuma            | 曳馬         | 3,4           |                                                        | Chūō-ku        |
| 07     | Kamijima          | 上島         | 4,5           |                                                        | Chūō-ku        |
| 08     | Jidōshagakkō Mae  | 自動車学校前 | 5,3           |                                                        | Chūō-ku        |
| 09     | Saginomiya        | さぎの宮     | 6,6           |                                                        | Chūō-ku        |
| 10     | Sekishi           | 積志         | 7,8           |                                                        | Chūō-ku        |
| 11     | Enshū-Nishigasaki | 遠州西ヶ崎   | 9,2           |                                                        | Chūō-ku        |
| 12     | Enshū-Komatsu     | 遠州小松     | 10,2          |                                                        | Hamana-ku      |
| 13     | Hamakita          | 浜北         | 11,2          |                                                        | Hamana-ku      |
| 14     | Misono Chūōkōen   | 美薗中央公園 | 12,0          |                                                        | Hamana-ku      |
| 15     | Enshū-Kobayashi   | 遠州小林     | 13,3          |                                                        | Hamana-ku      |
| 16     | Enshū-Shibamoto   | 遠州芝本     | 15,0          |                                                        | Hamana-ku      |
| 17     | Enshū-Gansuiji    | 遠州岩水寺   | 16,3          |                                                        | Hamana-ku      |
| 18     | Nishi-Kajima      | 西鹿島       | 17,8          | Tenhama : Tenryū Hamanako                              | Tenryū-ku      |

## Matériel roulant
Les trains utilisés sont des automotrices de série 30, 1000 et 2000.

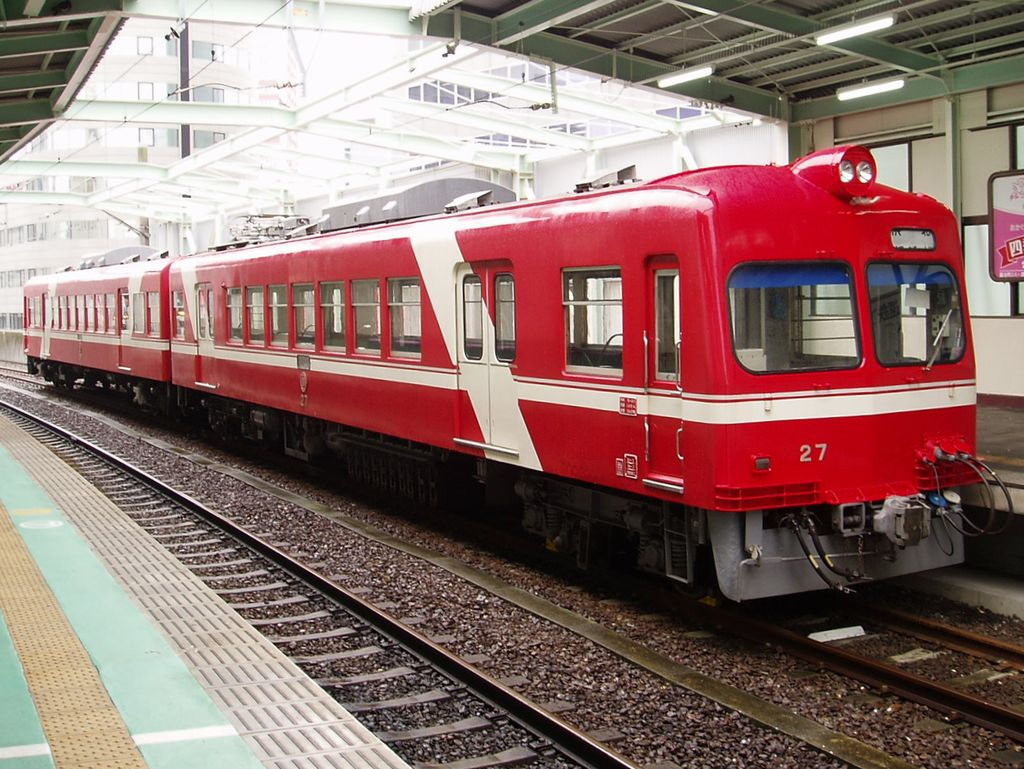
Série 30
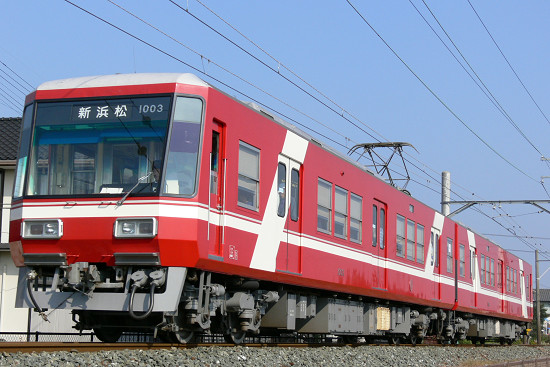
Série 1000
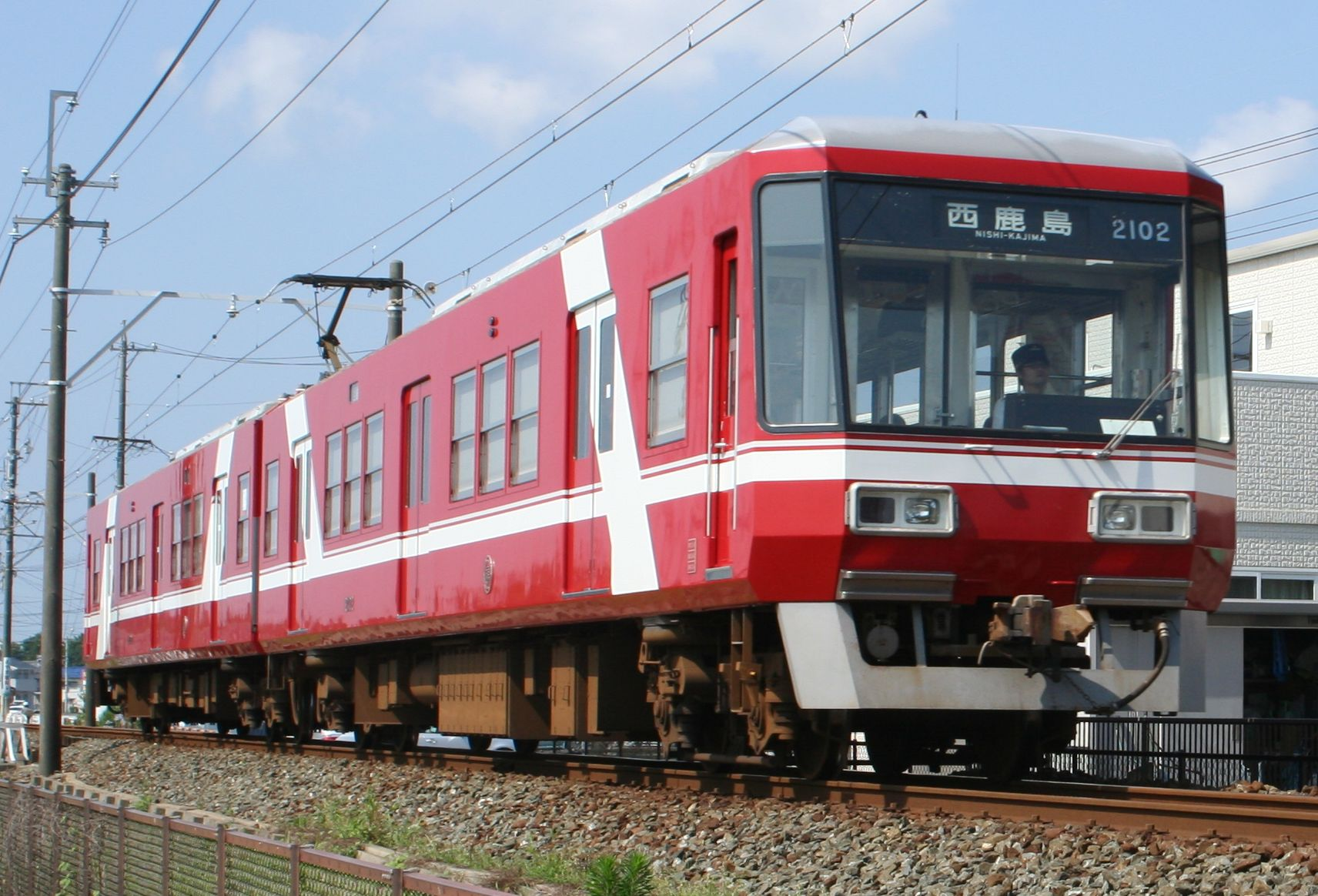
Série 2000